# Hanne Claes
Hanne Claes (Hasselt, 4 agosto 1991) è un'ostacolista belga.

## Palmarès
| Anno | Manifestazione  | Sede     | Evento      | Risultato  | Prestazione | Note                                     |
| ---- | --------------- | -------- | ----------- | ---------- | ----------- | ---------------------------------------- |
| 2009 | Europei U20     | Novi Sad | 100 m hs    | dnf        | dnf         |                                          |
| 2009 | Europei U20     | Novi Sad | 4×400 m     | 4ª         | 3'41"86     |                                          |
| 2012 | Europei         | Helsinki | 200 m piani | Semifinale | 23"68       |                                          |
| 2012 | Europei         | Helsinki | 4×100 m     | Batteria   | 43"81       |                                          |
| 2013 | Europei U23     | Tampere  | 200 m piani | Batteria   | 23"85       |                                          |
| 2013 | Europei U23     | Tampere  | 4×100 m     | dq         | dq          |                                          |
| 2014 | Europei         | Zurigo   | 400 m hs    | Semifinale | 1'00"20     |                                          |
| 2015 | Universiadi     | Gwangju  | 200 m piani | 7ª         | 23"75       |                                          |
| 2018 | Europei         | Helsinki | 400 m hs    | 4ª         | 55"75       |                                          |
| 2018 | Europei         | Helsinki | 4×400 m     | 4ª         | 3'27"69     |                                          |
| 2019 | Europei indoor  | Glasgow  | 4×400 m     | 5ª         | 3'32"46     |                                          |
| 2019 | World Relays    | Yokohama | 4×400 m     | 10ª        | 3'31"71     |                                          |
| 2019 | Mondiali        | Doha     | 400 m hs    | Semifinale | 55"25       |                                          |
| 2019 | Mondiali        | Doha     | 4×400 m     | 5ª         | 3'27"15     |                                          |
| 2021 | Giochi olimpici | Tokyo    | 400 m hs    | Batteria   | 56"38       |                                          |
| 2022 | Mondiali indoor | Belgrado | 4×400 m     | 6ª         | 3'33"61     |                                          |
| 2022 | Europei         | Monaco   | 400 m hs    | Semifinale | 55"31       |                                          |
| 2022 | Europei         | Monaco   | 4×400 m     | 4ª         | 3'22"12     | Record nazionale                         |
| 2023 | Mondiali        | Budapest | 400 m hs    | Semifinale | 56"06       |                                          |
| 2023 | Mondiali        | Budapest | 4×400 m     | 5ª         | 3'22"84     |                                          |
| 2024 | World Relays    | Nassau   | 4×400 m     | Batteria   | 3'27"19     |                                          |
| 2024 | Europei         | Roma     | 400 m hs    | Semifinale | 55"36       | Miglior prestazione personale stagionale |
| 2024 | Giochi olimpici | Parigi   | 400 m hs    | Semifinale | 55"96       |                                          |
| 2024 | Giochi olimpici | Parigi   | 4x400 m     | 7ª         | 3'22"40     |                                          |